# Février 1917 (guerre mondiale)
Janvier 1917 - février 1917 - mars 1917
- 1er février : 
  - Déclenchement par le Reich de la guerre sous-marine à outrance : dirigée contre les approvisionnements alliés, cette initiative se retourne rapidement contre ses promoteurs allemands.

- 3 février : 
  - Rupture des relations diplomatiques entre les États-Unis et l'Allemagne, après l'annonce par celle-ci d'un élargissement de la guerre sous-marine et l'interception d'un message allemand incitant le Mexique à entrer en guerre contre les États-Unis.

- 4 février
  - La ligne de défense ottomane établie le long du canal Gharraf est définitivement débordée, brisant un anneau défensif autour de Bagdad

- 9 février
  - Lancement des opérations alliées contre les positions germano-bulgares autour de Doiran. Au terme de plusieurs heures de combats, les troupes alliées ne parviennent pas à rompre le front.

- 13 février :
  - Arrestation de l'espionne allemande Mata-Hari par les services du contre-espionnage français.

- 14 février :
  - Création dans l'armée française de la réserve générale de l'artillerie lourde. Placée sous le commandement du général Vincent-Duportal, cette réserve regroupe notamment les subdivisions de l'artillerie lourde à grande puissance et de l'artillerie lourde sur voie ferrée.

- 23 février : 
  - Remise du télégramme Zimmerman par le ministre britannique des affaires étrangères, Arthur James Balfour, à l'ambassadeur américain à Londres.

- 24 février : 
  - Victoire alliée sur l’Ancre (Somme) : les Allemands battent en retraite devant les Britanniques.
  - Prise définitive de Kut-el-Amara par les troupes britanniques engagées en Irak, prélude à la conquête de Bagdad.